# Minuszinszki járás
A Minuszinszki járás (oroszul: Минусинский район) Oroszország egyik járása a Krasznojarszki határterületen. Székhelye Minuszinszk.

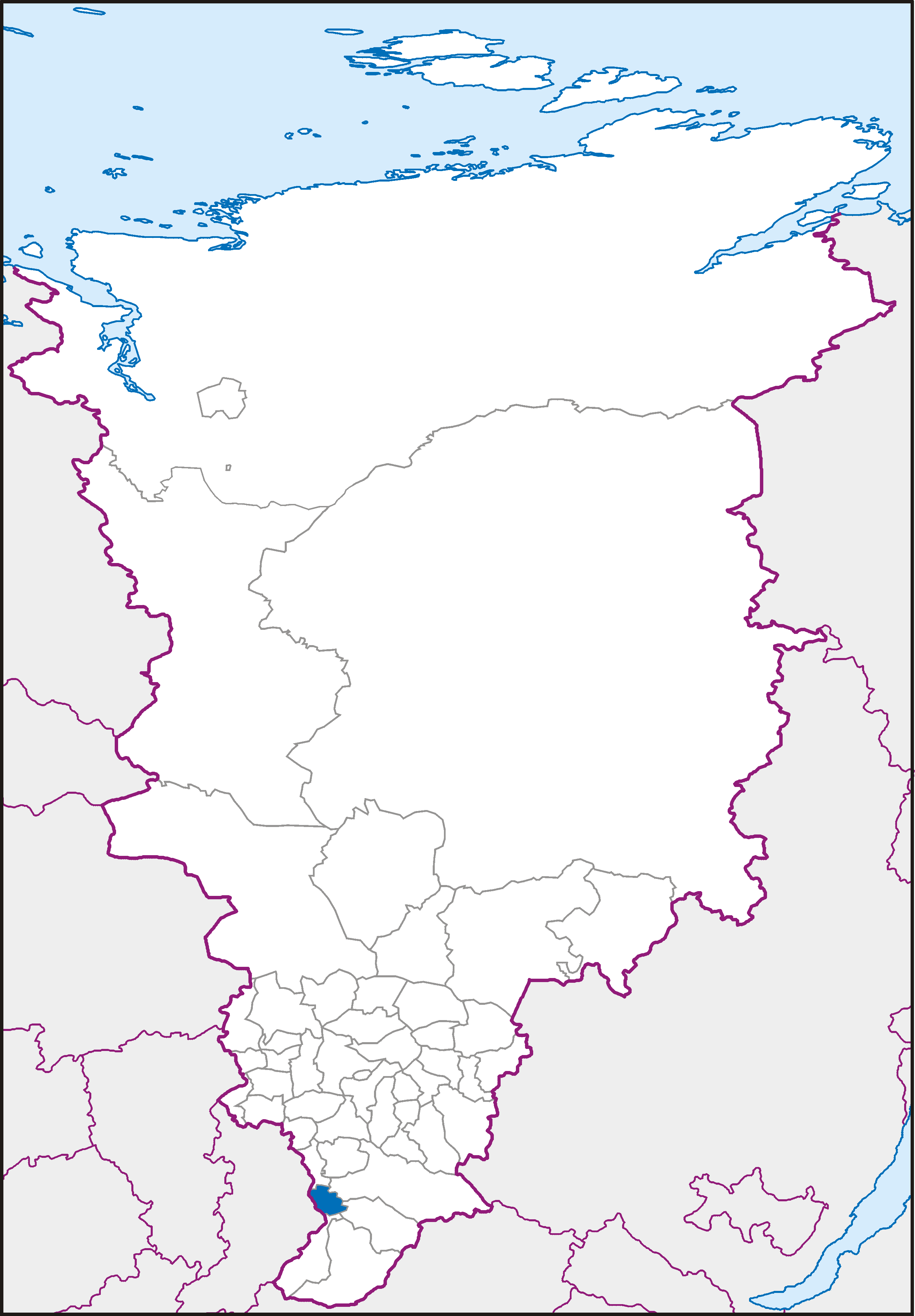
A Minuszinszki járás a Krasznojarszki határterületen

## Népesség
- 1989-ben 25 803 lakosa volt.
- 2002-ben 26 729 lakosa volt.
- 2010-ben 25 873 lakosa volt.